# José Díaz
José Díaz – paragwajski wojskowy.

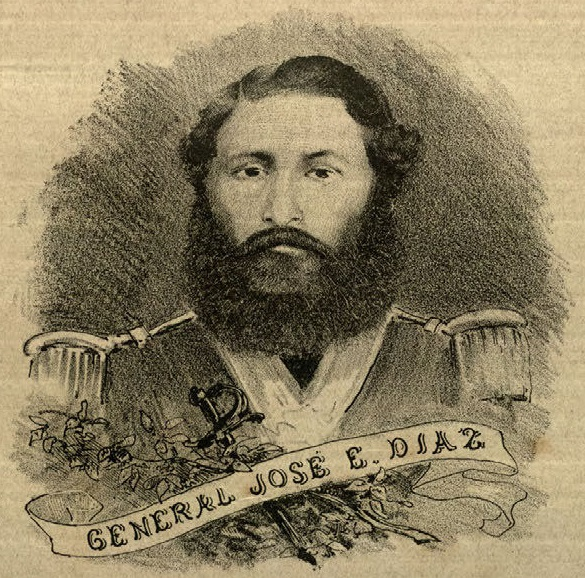
José E. Díaz.

Przed wybuchem wojny paragwajskiej dowodził batalionem policji. Odznaczył się w bitwie pod Estero Bellaco (2 maja 1866), za co został awansowany do stopnia pułkownika. Po pierwszej bitwie na Tuyuti (24 maja 1866) mianowany generałem brygady. Brał również udział w bitwie pod Curupaity (22 września 1866).
26 stycznia 1867 łódź, w której się znajdował, ostrzelali Brazylijczycy. Diaz został ciężko ranny w nogę, konieczna była jej amputacja. Zmarł, na skutek gangreny, 7 lutego 1867.